# Retrato fotográfico

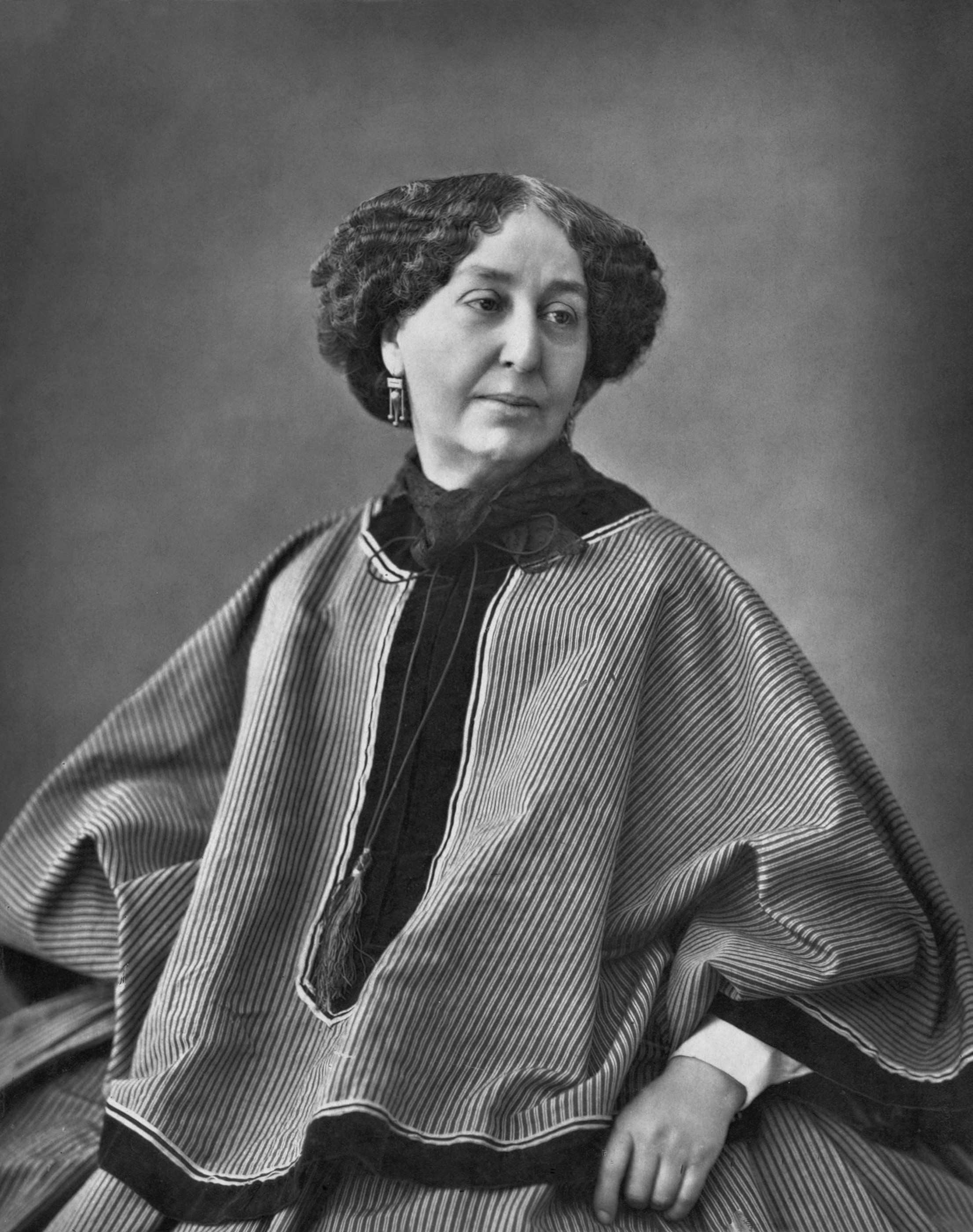
Retrato de George Sand realizado por Nadar.

El retrato fotográfico es un género donde se reúnen toda una serie de iniciativas artísticas que giran en torno a la idea de mostrar las cualidades físicas o morales de las personas que aparecen en las imágenes fotográficas.
Su práctica se encuentra ya en los inicios de la fotografía donde destaca la labor realizada por los fotógrafos ambulantes, los fotógrafos comerciales de los estudios parisinos, los primeros retratos psicológicos, el retrato popular presentado por la fotografía academicista, así como la obra documental de David Octavius Hill.

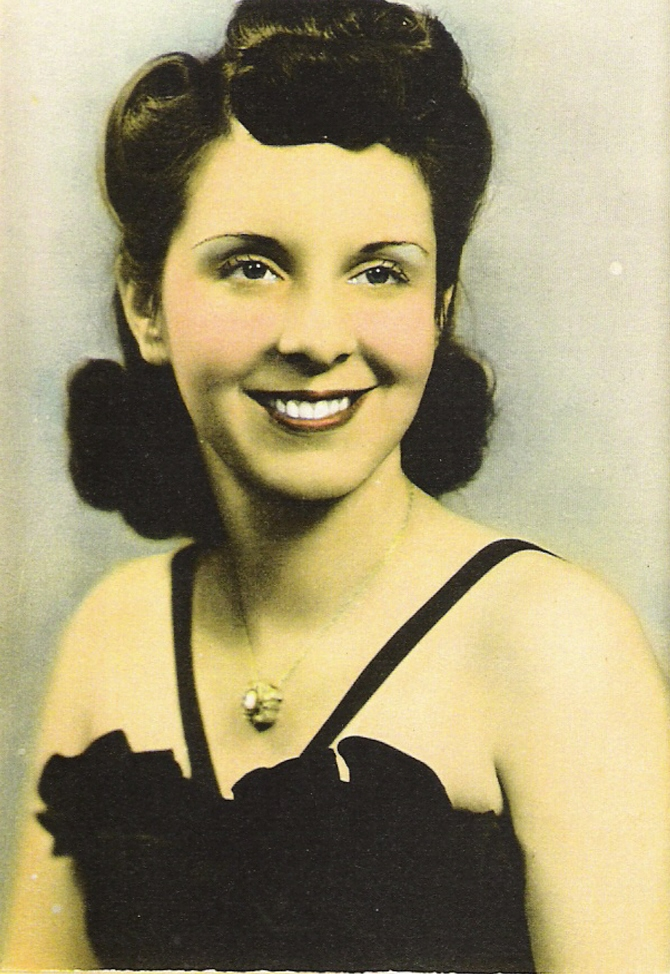
El retrato coloreado tuvo mucha difusión a principios del ; fotografía coloreada de los años 1930.

Los representantes principales del retrato fotográfico en sus inicios son Nadar, Disdéri, Julia Margaret Cameron, Lewis Carroll, Gustave Le Gray, Etienne Carjat, Antoine Samuel Salomon, Pierre Petit o Lady Clementina Hawarden.
Con posterioridad el género fue evolucionando de forma paralela al devenir de la historia de la fotografía razón por la cual, junto a fotógrafos que se dedican en exclusiva a lo que podríamos entender como la forma más ortodoxa del retrato fotográfico, nos encontramos con fotógrafos adscritos a movimientos concretos que se acercan al retrato fotográfico con el empleo de las ideas y técnicas propias de estas corrientes.
Figuras de interés en el campo del retrato fotográfico son Richard Avedon, Brassaï, Walker Evans, August Sander, Annie Leibovitz y Arnold Newman entre otros.
Dentro del campo del retrato fotográfico se desarrolla con fuerza, durante el siglo XIX y principios del siglo XX, un subgénero propio conocido como la fotografía de difuntos, en la que destaca la obra del fotógrafo español Fernando Navarro.

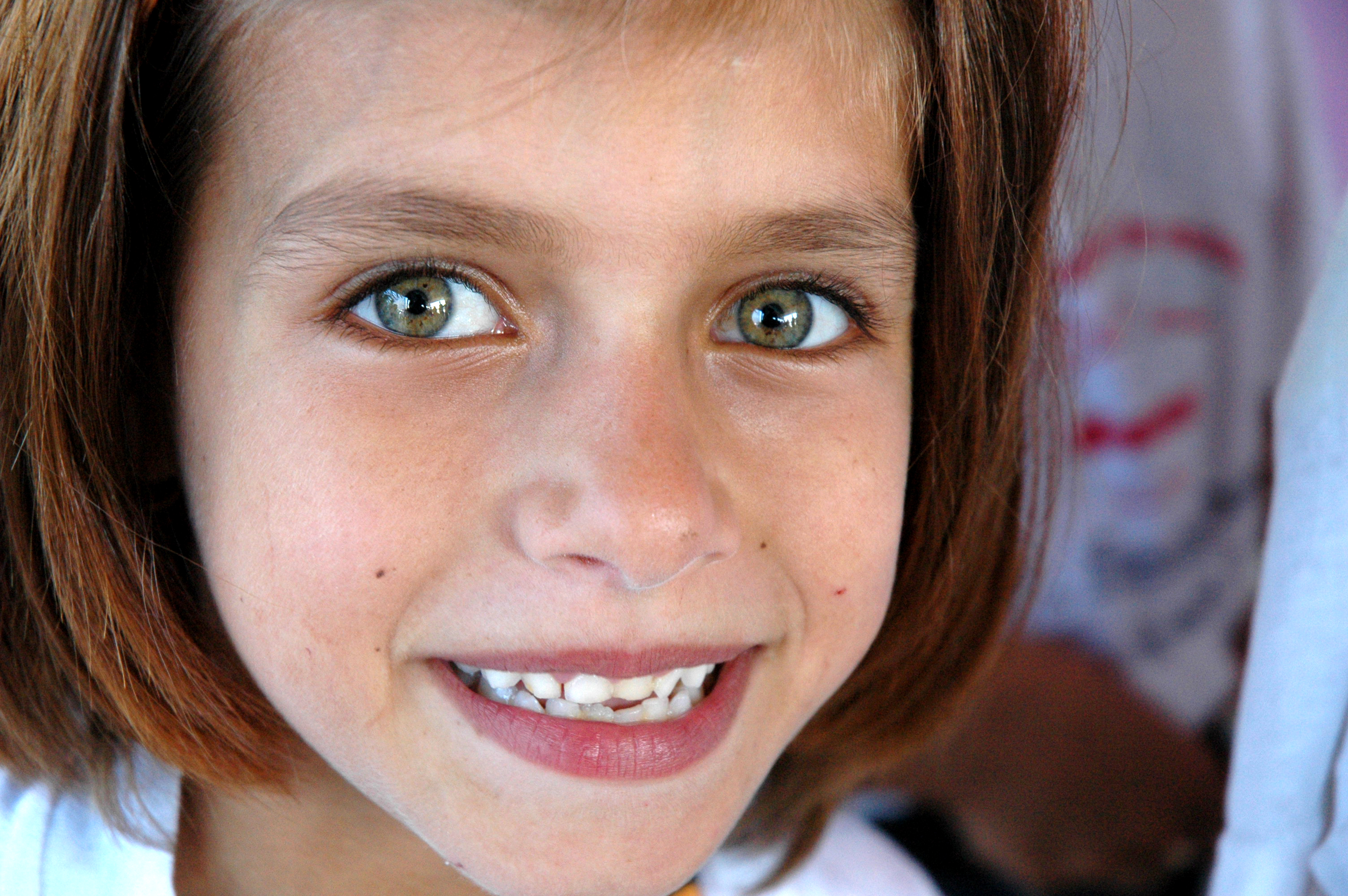
El primer plano muy cercano empieza a utilizarse a mediados del.

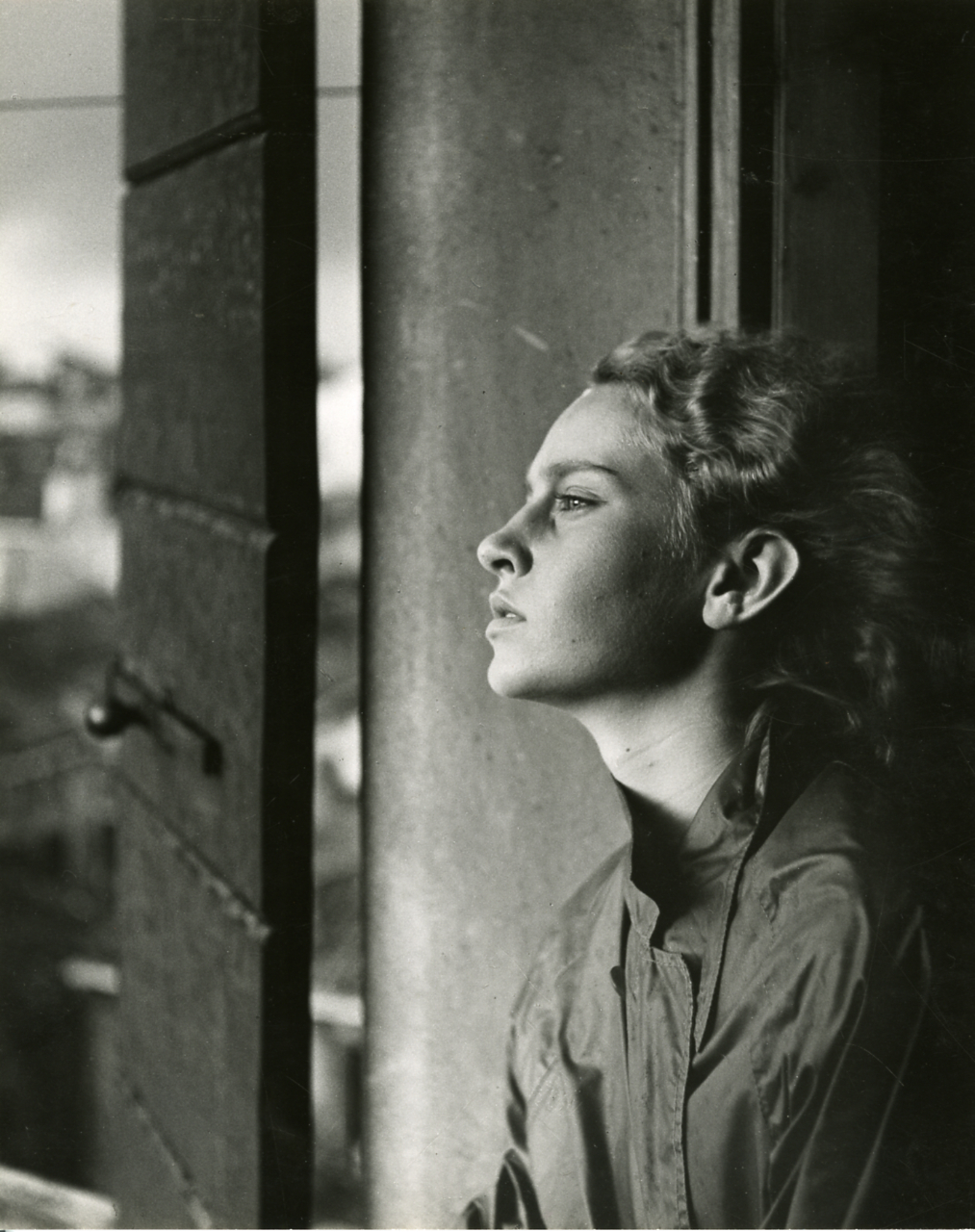
Retrato fotográfico por Paolo Monti, 1955.

## El retrato fotográfico en América Latina del Siglo XIX
El invento de la fotografía data (según la Academia de Ciencias de Francia) del 19 de agosto de 1839. Tan solo cinco meses después, el nuevo invento es introducido en América Latina.
El 29 de febrero de 1840, seis meses después que François Arago presentara en París el primer sistema práctico de obtención de imágenes con la cámara oscura desarrollada por Louis Daguerre, se realizó en Montevideo la primera fotografía. Louis Compte, tuvo el privilegio de ser el primer fotógrafo en el Río de la Plata.
La mentalidad de la burguesía del siglo XIX estaba atravesada por una nueva concepción de la vida: el realismo. En el plano de la creación estética esto se traducía en la búsqueda de la representación fiel de la naturaleza y el hombre, de una objetividad visual que evitara toda idealización o interpretación. Las exigencias de fidelidad, exactitud y legitimidad que proponía esta corriente artística se vieron colmadas con el naciente arte fotográfico.
Mientras que en Francia, país de larga tradición pictórica, se inició un virulento debate sobre la imposibilidad de colocar a la fotografía en un plano de igualdad con las artes plásticas, en América Latina este elemento no fue visto como un elemento antagónico al arte, sino como un producto tecnológico.
Durante el siglo XIX se acentúa y difunde lentamente el sentimiento de identidad individual; el hombre se desprende paulatinamente de los vínculos de dependencia que lo unían con su comunidad y que le proporcionaban protección y seguridad, para convertirse en el sujeto de su propia aventura. El burgués en ascenso experimentaba una creciente necesidad de hacerse valer, y esta necesidad encontró la más perfecta expresión en el retrato. Este se descubre protagonista de un proceso social en virtud del cual se evade de la estructura a la cual pertenece y corre una aventura, igualmente individual, cuya meta es el ascenso social.
Con la aparición de la carte de visite (Disderi) en 1854, y la aparición de álbumes, se acentúa el uso de la fotografía como instrumento fundamental en las relaciones de la burguesía. El retrato funciona como carta de presentación y recomendación para el retratado. Entre 1860 y 1870 las carte de visite, que eran utilizadas como tarjetas de presentación, fueron el único proceso fotográfico utilizado en Buenos Aires. 
Al mismo tiempo, el álbum fotográfico impulsa el uso de la fotografía como una forma de expresión de los lazos familiares a través de la documentación de los hitos cruciales para mostrar a los demás los hitos y logros de un hogar. Era un objeto para presumir, para mostrar a los demás los logros y triunfos de la familia: la hija casada, el hijo en el ejército, la familia frente a su propio negocio, etc. A la manera de un relato, el álbum documentaba cronológicamente los hitos cruciales de la vida familiar. 

### El estudio fotográfico
El atelier del fotógrafo cumplía la función de armazón teatral para la galería de las imágenes que de allí surgían. Para lograr un ambiente propicio, los estudios contaban con diferentes vestimentas, escenografía, cortinado, servicio de peluquería y préstamo de accesorios.
Un atelier se equipaba con mobiliario fijo que muchas veces se intercambiaban entre fotógrafos cercanos.
Además de la decoración y el vestuario, era fundamental la pose que adquiría el retratado: la circunstancia de presentarse sentados o parados, unidos a elementos simbólicos agregados al escenario (libros, pianos, floreros, columnas de yeso, etc.). Todo esto tenía como finalidad amalgamar la imagen con el estatus y el modo de vida del personaje.
Las poses de los sujetos en su anti-naturalidad, reflejaban un carácter rígido. El retrato, lejos de reproducir a la persona fielmente, la mitificaba, ya que se trataba de una realidad modificada que plasma y reinventa la imagen del individuo fotografiado.
De esta forma, los ateliers se convirtieron en lugar de paso obligado de las clases superiores que podían solventar el costo de una fotografía.

### Corrientes retratísticas en Latinoamérica
El retrato de difuntos (Fotografía ''post mortem'') en considerado una de las corrientes retratísticas de América Latina del siglo XIX. Este tipo de retrato es utilizado como "objeto transicional", ya que funciona como ente mediador que permite poseer simbólicamente el cuerpo del otro. Esto puede verse en las fotografías de los "angelitos" (niños muertos) donde aparecían acompañados por sus padres quienes, lejos de mostrar una expresión de dolor, valoraban la importancia de la imagen del niño más allá de la muerte.
Otra de las corrientes tiene como representante a Alejandro Witcomb en Buenos Aires, quien fotografiaba a la burguesía urbana y sectores aristocráticos. En sus fotografías, los retratados dan cuenta del refinamiento europeo al cual apuntaban.
En México la fotografía se inicia como en muchos países en Latinoamérica, a través de la difusión del Daguerrotipo. El primero llega a fines de 1839, a través del comerciante francés Louis Prelier. Es importante destacar que en un comienzo, el daguerrotipo se utiliza para realizar vistas de ciudades y paisajes varios, y de esta manera Prelier realiza de inmediato exhibiciones públicas que en poco más de una hora registran los sitios que marcaban el horizonte y el ritmo de la vida del puerto. De esta forma ejecuta las primeras vistas del país. Esto significa que la génesis de la fotografía mexicana arranca pocos meses después del descubrimiento de Louis Daguerre. Este género fotográfico tiene como represente a Andrew J. Halsey, quien fue uno de los pioneros y representativo del tipo de retratos de la época que estuvo vigente hasta las primeras décadas del siglo XX. Se observa, de esta manera una marcada aparición del comercio fotográfico gracias a las posibilidades de la placa de vidrio al colodión, la misma conducirá a la difusión del retrato, a través de la llegada de estudios fotográficos desde el extranjero. Los hermanos Julio, Guillermo y Ricardo Valleto abrieron su estudio fotográfico en 1865 en la calle Plateros -hoy Madero- del centro histórico de la Ciudad de México. Se publicitaba con anuncios didácticos innovadores, la gente debía entender a qué se refería la técnica, tratándose de una profesión nueva que se va construyendo en el ejercicio cotidiano.

### Tipología
Retrato de estudio, el comercio necesariamente requería una apariencia decorosa de sus espacios, imitando los salones de las residencias, reales o imaginarias, de los clientes. La fotografía de estudio del siglo XIX mexicana tiene una poderosa carga teatral: telón, manejo de unificación virtual, objetos que forman parte de la representación, como son la pose de los personajes, el vestuario y un director de escena, que en este caso es el fotógrafo. Allí está el nexo. Los hermanos Valleto llevaron el arte escénico a la fotografía de manera muy exitosa aunque no hayan sido los únicos en haberla referenciado. En los estudios se retrataba, se copiaban daguerrotipos, pinturas y miniaturas, se comercializaban cámaras; se vendían todo tipo de marcos y estuches para resguardar la imagen, donde se destacaba la joyería diseñada especialmente para este fin; y también se vendían libros, grabados y pinturas de los mejores autores. El acceso a estos retratos debido a sus altos precios quedaba limitado a una clase acomodada de la sociedad Mexicana. Quedando afuera la mayoría de los habitantes del país.
La mayoría de los héroes y dirigentes liberales a partir de la Reforma (1857) se retrataron en estudios, en poses y vestimentas que hablaban de un mundo privado. Estas imágenes fueron apropiadas después en las numerosas series de retratos de próceres, por lo que trascendieron como fotos oficiales. 
Retrato identificatorio, en 1855, ante la carencia de la administración mexicana por instaurar y desarrollar medios eficaces de represión se establecieron medidas consideradas de vanguardia,  se reglamentó el uso de la fotografía aplicada a la identificación de los reos. Esto en un contexto donde existía una desmesurada inestabilidad del gobierno e incertidumbre social y económica. En principio, la rutina de retratar a los reos no funcionó debido a que se les dejaba en completa libertad para posar, lo que hacía que la persona tratara de camuflarse mediante gestos o atuendos que imposibilitaran su identificación. Es por ello que en la actualidad, la costumbre que impera en el retrato de reos es: De frente y de perfil, rasurados, con uniforme y con un número de identificación. Es importante señalar que a partir de 1855 se instituyó la figura burocrática del “fotógrafo de cárcel”, por primera vez este cargo fue ocupado en 1860, el mismo habría de permanecer hasta el final del siglo XIX.
Dentro de este uso del retrato, se puede mencionar que en 1862 se establece el "Reglamento sobre la prostitución", se configuró así un registro de mujeres públicas, el cual exigía la obtención de un retrato, se entregaron así retratos en forma de tarjeta de visita, de cuerpo entero y con las poses sancionadas por el estudio.
Retrato como control social, en 1871 se utiliza para la identificación de sirvientes, existía un reglamento que obligaba a la servidumbre a retratarse y a pagar un peso por la posesión de su retrato.
Retrato costumbrista, se inicia una época de difusión de imágenes de los personajes que ejecutaban los servicios necesarios para la reproducción de la vida cotidiana en las ciudades, una temática nueva situada dentro del género costumbrista y que dado su éxito, se prolongó hasta el siglo XX. El retrato sirve para recrear estereotipos que sientas sus raíces en la literatura costumbrista y en su concreción en grabados y litografías, que ya contaban con una tradición en Europa y en México. Vino a representar una realidad, aún en las representaciones más escenográficas, a pesar de que no fuera esa la intención.
Retrato y sociedad, El álbum de familia se torna en un objeto imprescindible en los hogares mexicanos. La práctica social del retrato también indica una imperiosa necesidad, y casi desesperada búsqueda de inmortalidad, producto de una angustia existencial. Es importante destacar el rol importante que juega el retrato en las nuevas sociedades pudientes latinoamericanas, la afirmación de sí mismo pasa por el reconocimiento de las imágenes, la localización de aquellos que no forman parte de la buena sociedad. La expansión del mercado fotográfico se da a partir de 1870, donde crece la demanda de imágenes de eventos y de entornos físicos y sociales. Se hacen populares los retratos, se establecen estudios de fotografía de mexicanos y extranjeros, y empieza una gran difusión. Luego llegan los cambios tecnológicos que van marcando la posibilidad de abrir la producción a otros sectores de la sociedad. 
Democracia y retrato, La fotografía poco a poco va rompiendo con el ámbito privado de la fotografía. En la década de 1890 existe la posibilidad de publicar fotos directamente en la prensa, pues antes se hacía por litografía. Se genera entonces una expansión de la fotografía, que cambia su rol en la sociedad Mexicana, pasa de ser una herramienta para realizar retratos y tarjetas de visita, a ocupar un rol importante en la prensa escrita y la propaganda política. Eso implica un cambio en el aprendizaje visual de la fotografía, así como también hablar de una lectura distinta por parte de sectores sociales mucho más amplios que las élites. Por ejemplo, el universo de la Revolución Mexicana fue un acontecimiento político que trastocó los hábitos y las costumbres convencionales y tradicionales de la fotografía mexicana, dándole un alcance mayor. Nuevos actores sociales irrumpieron en la foto mexicana. A partir de ahí nace esa mirada documental moderna que continúa a lo largo del siglo XX.

## Regla de la mirada en el retrato fotográfico
La regla de la mirada es una regla básica en la composición fotográfica y esencial en los retratos. Enuncia que toda persona o animal que aparece en la foto debe tener más espacio libre por la parte delantera que por su parte posterior, independientemente del encuadre general de la fotografía. Esto corresponde a respetar la mirada del sujeto, y así la fotografía gana expresividad ya que incluye, aunque no aparezca en la fotografía, lo que esta mirando el personaje; de esta manera se establece un diálogo entre el personaje y el espectador de la fotografía.
No obstante, esta regla puede resultar contraproducente en algunas situaciones y hacer perder expresividad a la fotografía, situaciones en que no se debe seguir el enunciado de esta regla. Algunas de estas situaciones:
• Cuando el personaje no mira nada o se quiere expresar que este está dando la espalda a algo. En este caso, se invertirán los conceptos de la regla de la mirada y se dejará más espacio por la parte posterior del personaje. Así, se transmite una sensación de rechazo o aislamiento del personaje hacia algo.
• Cuando la fotografía quiere incomodar y desconcertar al espectador. En esta situación, romper con la regla de la mirada significa una ruptura con las reglas lógicas de composición fotográfica del retrato, y por tanto el espectador está desconcertado ya que la fotografía le ha roto el recorrido visual lógico.
• Cuando el personaje mira directamente a cámara no entra en juego la regla de la mirada ya que lo que coge peso en este tipo de imágenes es la relación que se establece entre el fotografiado y el fotógrafo, entre el fotografiado y el espectador.
• Cuando el personaje está mirando algo que se encuentra dentro del encuadre. En esta situación, por encima de la regla de la mirada se encuentra la relación que se establece entre el fotografiado y lo que está mirando, y poderlo componer de manera que el espectador visualice la imagen como un conjunto y no como una imagen fragmentada. Por lo tanto, si conviene romper con la regla de la mirada para conseguir esta relación entre los elementos internos de la imagen, es preferible romperla.